# イッツ・ビーン・ア・ロング・ロング・タイム
「イッツ・ビーン・ア・ロング・ロング・タイム」（It's Been A Long, Long Time）は、ジューリー・スタインとサミー・カーンが書き、1945年に発表されたポピュラー音楽の歌で、第二次世界大戦の終結を受けてレコードは大ヒット作となった。歌詞は、戦争が終わって帰還した配偶者ないしは恋人を迎え入れる立場の観点から書かれている。
日本語では、「お久しぶりね（おひさしぶりね）」、「ひさしぶりね」などの曲名で言及されることがある。

## 背景
この歌詞の原型は、もともと1932年にジェームズ・ターリンゴ（James Terlingo）が書いたものであった。ターリンゴの著作権は、1932年3月29日に成立していたが、彼はその後、この楽曲に関する権利を売却した。
この曲の作曲はジューリー・スタイン、作詞はサミー・カーンがおこなった。
曲の冒頭から、歌詞の主人公は、相手に何度もキスをせがみ、「久しぶり」のことだと言う。
ハリー・ジェイムスの楽団がキティ・カレンのボーカルで吹き込んだレコードは、1945年11月24日付で『ビルボード』誌の「ベスト・セラーズ・イン・ストアズ (Best Sellers in Stores)」チャート（Billboard Hot 100 の前身）の首位に立った。これを、ビング・クロスビーがレス・ポール・トリオの伴奏でカバーしたバージョンも、チャートを上昇した。クロスビーのカバーは、1945年12月8日付でジェイムス盤に代わって首位となった。しかし、クロスビー盤の首位は1週だけで、サミー・ケイの「Chickery Chick」に追い落とされてしまう。その後はジェイムス盤が12月22日付で首位に返り咲いた。
当時は、ヒット曲が出ると他のレコードレーベルからカバー盤が出されるというのが、音楽産業の業界の常であった。他のレコード会社による「イッツ・ビーン・ア・ロング・ロング・タイム」のレコードで1945年にチャート入りした例としては、アイリーン・デイのボーカルによるチャーリー・ スピヴァクと彼の楽団の盤や、ジューン・クリスティのボーカルによるスタン・ケントンと彼の楽団の盤などがあった。
クロスビー盤は、レス・ポールによる印象的なギター演奏が盛り込まれているが、『モジョ』 誌に掲載された後年のインタビューでポールは、「ビングはギターには厳しくてね、この曲もそうなんだが、たくさん音を出しちゃダメで、適切な音だけを出さなきゃいけなかった (Bing was a sucker for guitar and that particular song was a case of you don't have to play a lot of notes, you just have to play the right notes.)」と述べている。
この曲は程なくしてポップ・スタンダードとなり、デマルコ・シスターズ（1945年）、ジューン・ヘイヴァーとダン・デイリー（1950年）、ペリー・コモ（1956年）、アル・ヒブラー（1956年）、ペギー・リー（1959年）、キーリー・スミス（1959年）、ルイ・アームストロング（1964年）、トム・ジョーンズ（1966年）など、多数のバージョンが好評を得た。フランク・シナトラは、この曲のスタジオ録音のレコードは残さなかったが、自身のラジオ番組『Your Hit Parade』で歌ったバージョンは、シナトラの様々なコンピレーション・アルバムに収録された。なお、ハリー・ジェイムス楽団は1955年のアルバム「ハリー・ジェイムス・イン・ハイ・ファイ」（ボーカル：ヘレン・フォレスト）でこの曲を再録音している。
作詞者のサミー・カーンは、最大の収益を得た曲を問われて、この曲の名を挙げたとされる。

## その他の特筆性のあるバージョン
以上の他にも、1965年のアルバム『Sentimental Journey』でこの曲を取り上げたドリス・デイ、ガイ・ミッチェル、サミー・カーン、アルバム『Shelley!』に収録したシェリー・フェブレー、サミー・ケイ、インク・スポッツ、ティナ・ルイーズ、ジミー・ロゼーリ、ブルック・ベントン、ローズマリー・クルーニー、チェット・アトキンス（レス・ポールとの共作アルバム『チェスター・アンド・レスター』に収録）、1965年のアルバム『They're Playing Our Song』で取り上げたアル・ハートがあり、さらに『新スタートレック』のブレント・スパイナーが出した1991年のアルバム『Ol' Yellow Eyes Is Back』にもこの曲が収録されている。